# Saïd El Mala
Saïd El Mala (* 26. August 2006 in Krefeld) ist ein deutscher Fußballspieler, der beim 1. FC Köln unter Vertrag steht.

## Karriere

### Vereine
Saïd El Mala kam in der Jugend bei Borussia Mönchengladbach und dem TSV Meerbusch zum Einsatz. Er wechselte gemeinsam mit seinem älteren Bruder Malek aus der Meerbuscher Jugend zur Saison 2023/24 zu der U19 von Viktoria Köln.
Am 21. Februar 2024 debütierte El Mala in der 3. Liga bei der Partie gegen den 1. FC Saarbrücken, zwei Tage zuvor unterschrieb er ebenso wie sein Bruder einen Profi-Vertrag bei der Viktoria.
Im Juli 2024 verpflichtete der 1. FC Köln die El Mala-Brüder. Da die Registrierung beider Spieler aufgrund einer Transfersperre erst ab Januar 2025 möglich war, verblieben beide für die Spielzeit 2024/25 als Leihspieler bei der Viktoria.

### Nationalmannschaft
Saïd wurde im Mai 2024 in den Kader der deutschen U18-Nationalmannschaft berufen. Im Länderspiel gegen Dänemark am 22. Mai 2024 debütierte El Mala für die DFB-Auswahl, er wurde in der 60. Minute für Bennit Bröger eingewechselt.
Mit der deutschen U19-Nationalmannschaft nahm er an der U-19-Europameisterschaft 2025 teil und erreichte mit seinem Team das Halbfinale.

## Erfolge

### Viktoria Köln
- Mittelrheinpokal-Sieger: 2025